# Định Trung (phường)
Định Trung là một phường thuộc thành phố Vĩnh Yên, tỉnh Vĩnh Phúc, Việt Nam.

## Địa lý
Phường Định Trung nằm ở phía tây bắc thành phố Vĩnh Yên, có vị trí địa lý:
- Phía đông giáp phường Khai Quang và phường Liên Bảo
- Phía tây giáp huyện Tam Dương và phường Đồng Tâm
- Phía nam giáp phường Đồng Tâm và phường Tích Sơn
- Phía bắc giáp huyện Tam Dương.

Phường có diện tích 7,44 km², dân số năm 2022 là 12.450 người, mật độ dân số đạt 1.673 người/km².

## Hành chính
Phường Định Trung được chia thành 12 khu dân cư: Chám, Chùa, Chùa Hà, Dẫu, Đậu, Gẩy - Cầu Bút, Gia Viễn, Gò - Nọi, Tấm, Trung Thành, Vẽn, Vèo.

## Lịch sử
Trước đây, Định Trung là một xã thuộc huyện Tam Dương.
Ngày 5 tháng 7 năm 1977, xã Định Trung được sáp nhập vào thị xã Vĩnh Yên.
Ngày 13 tháng 2 năm 2023, Ủy ban Thường vụ Quốc hội ban hành Nghị quyết số 730/NQ-UBTVQH15 (nghị quyết có hiệu lực từ ngày 10 tháng 4 năm 2023). Theo đó, thành lập phường Định Trung trên cơ sở toàn bộ 7,44 km² diện tích tự nhiên và 12.450 người của xã Định Trung.

## Di tích
Trên địa bàn phường có khu di tích chùa Hà Tiên và Văn miếu.